# Park Narodowy Łęgów Naddunajskich
Park Narodowy Łęgów Naddunajskich (niem. Nationalpark Donau-Auen) – park narodowy w północno-wschodniej Austrii. Całkowita powierzchnia parku zajmuje 93 km². Ustanowiony został 27 października 1996 roku. Od 1983 roku obszar ten jest objęty konwencją ramsarską.
Park narodowy rozciąga się na 38 km wzdłuż rzeki Dunaj. Obejmuje wiele małych jezior i rzek. 65% parku stanowią lasy nadrzeczne, 15% podmokłe łąki, a pozostałe 20% to obszary wodne. Park jest bogaty w faunę i florę, w tym: 800 gatunków roślin wyższych, ponad 30 gatunków ssaków, 100 gatunków ptaków lęgowych, 8 gatunków gadów, 13 gatunków płazów i ponad 60 gatunków ryb.
Przez park przebiega trasa rowerowa, która zaczyna się w niemieckiej Pasawie i prowadzi do Węgier.

## Galeria

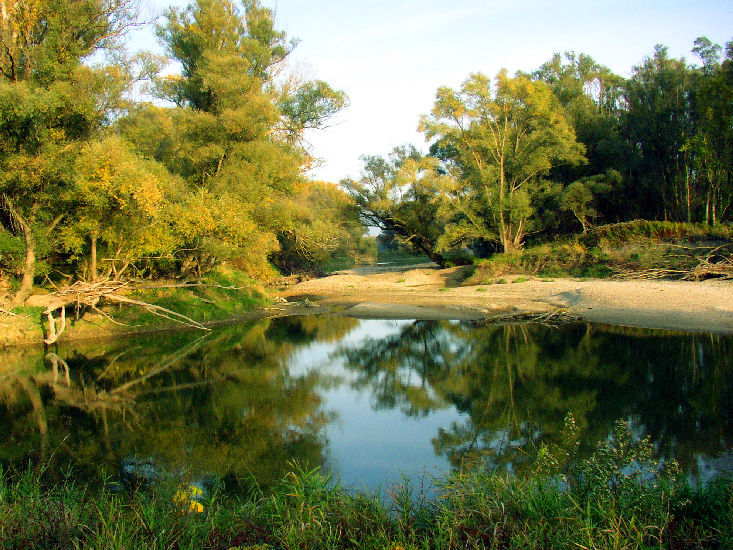
Stary kanał w pobliżu Schönau
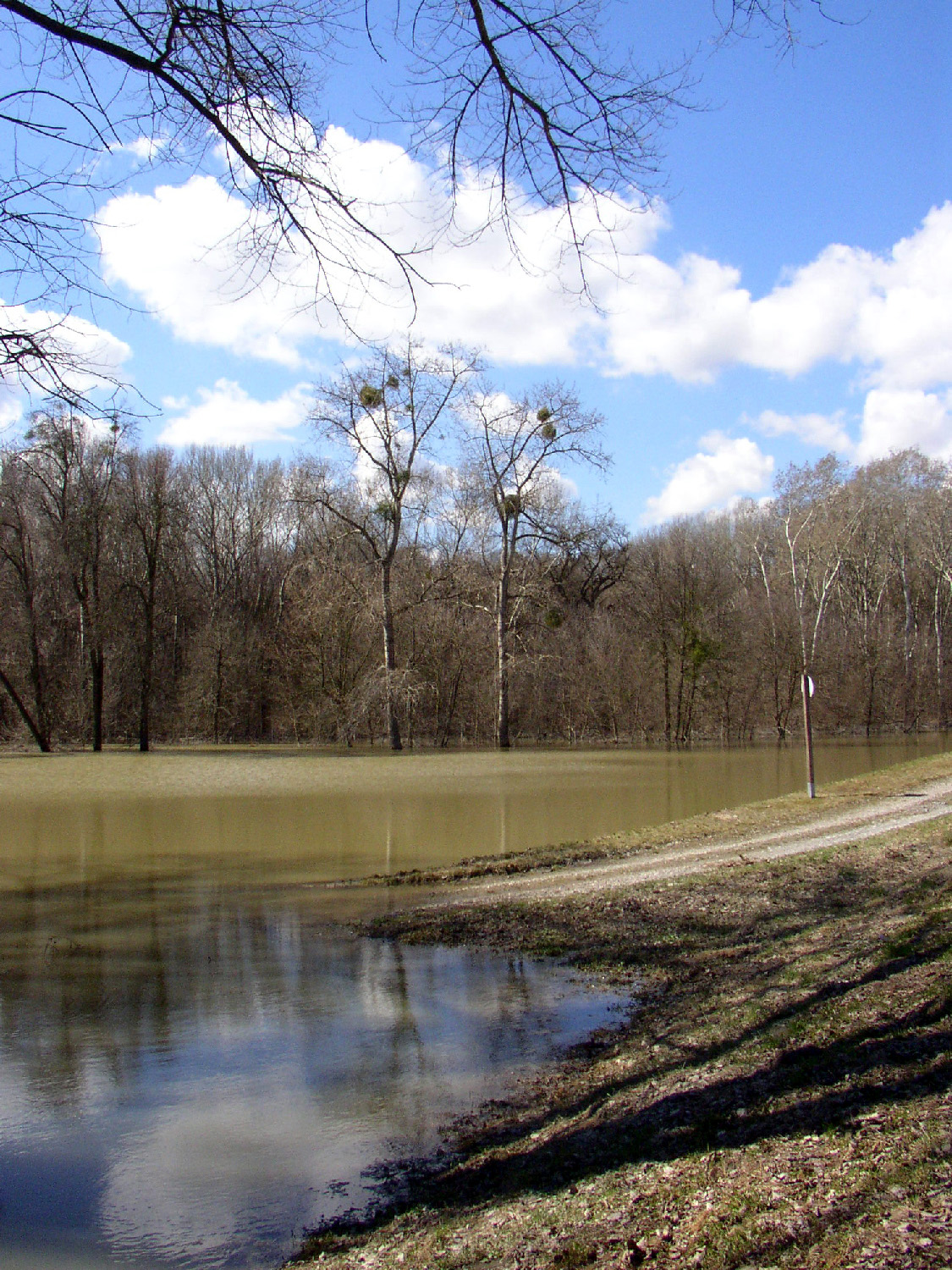
Wzrost poziomu wody w okresie wiosennym
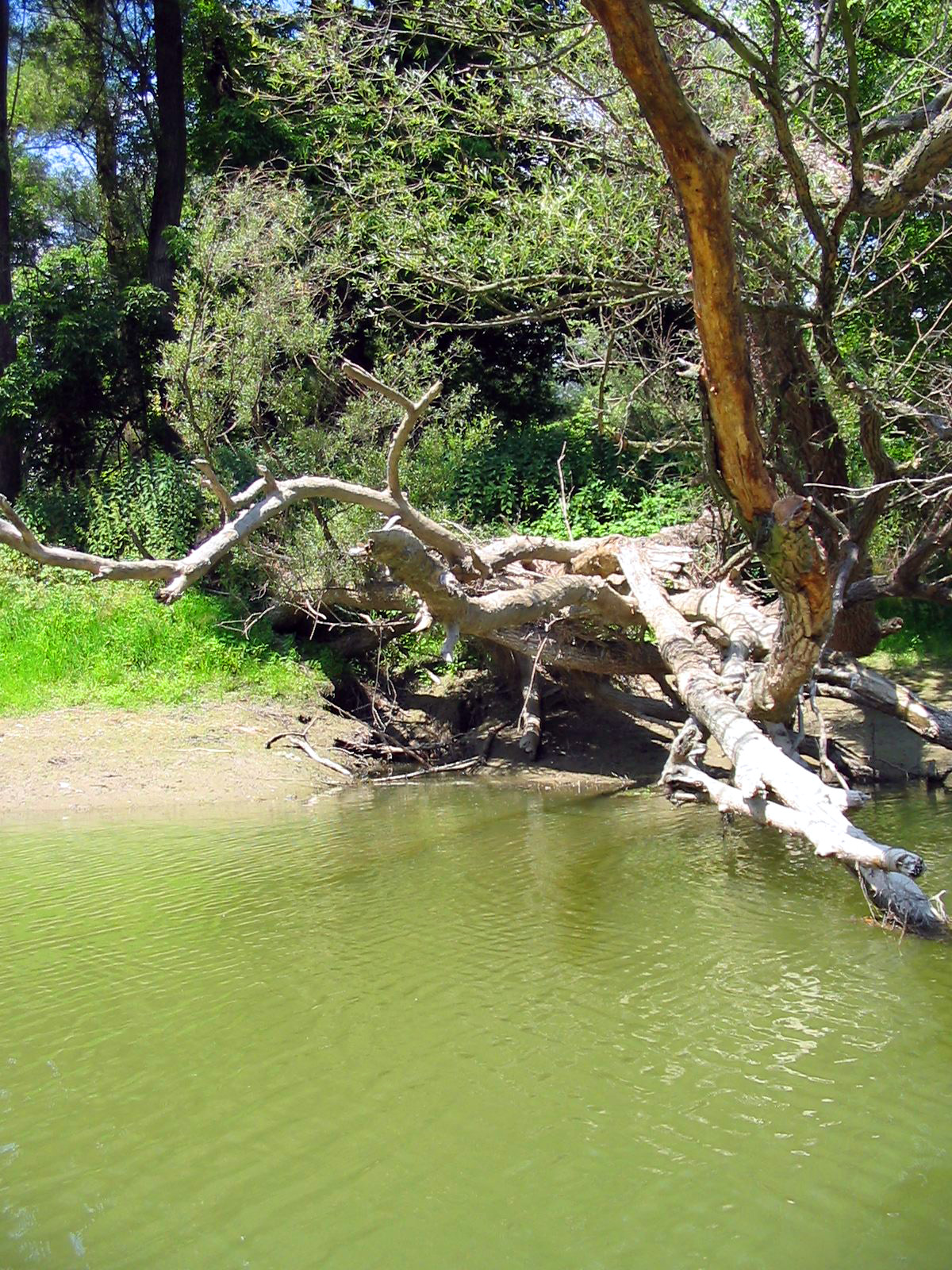
Siedlisko bobra
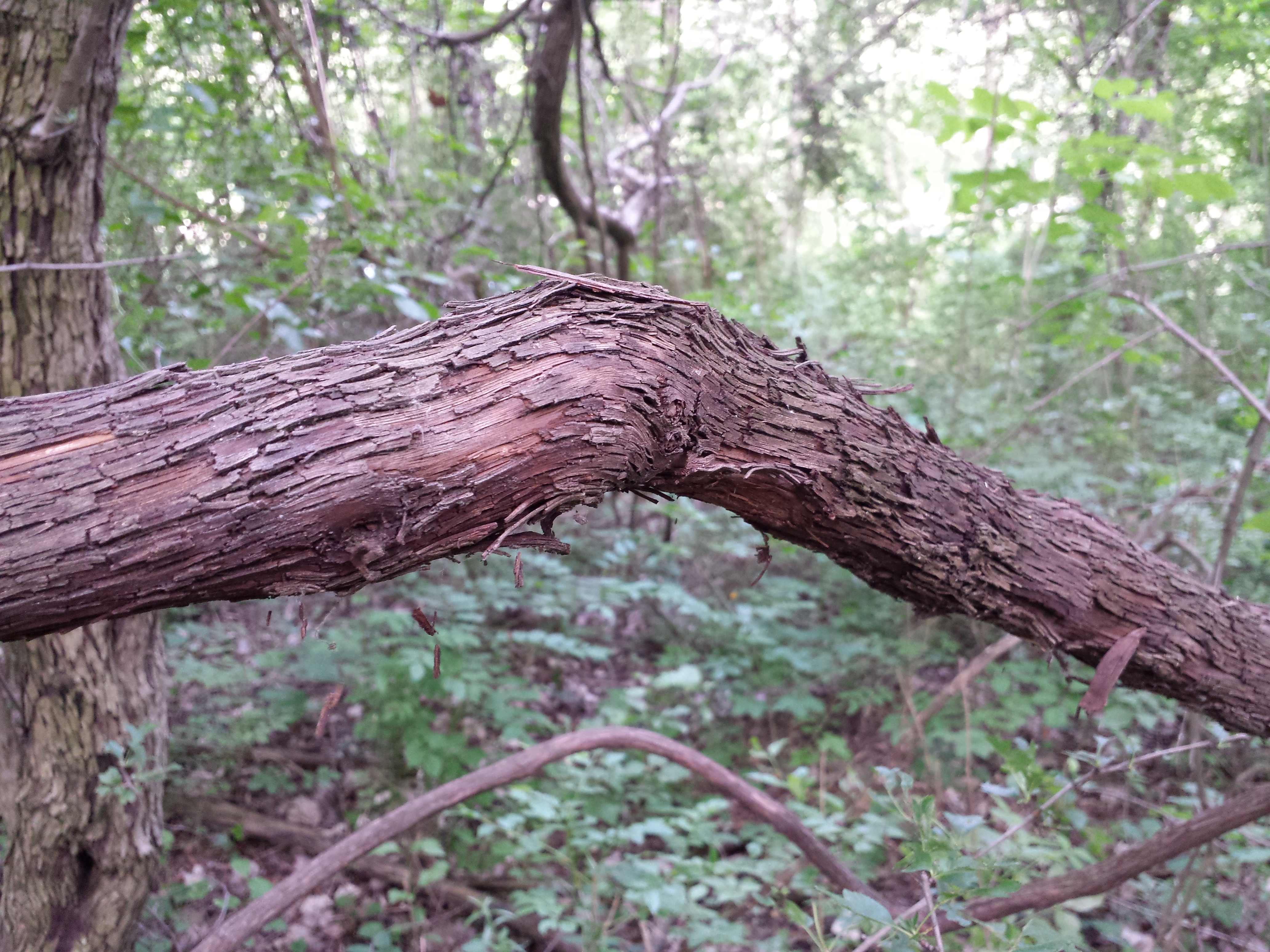
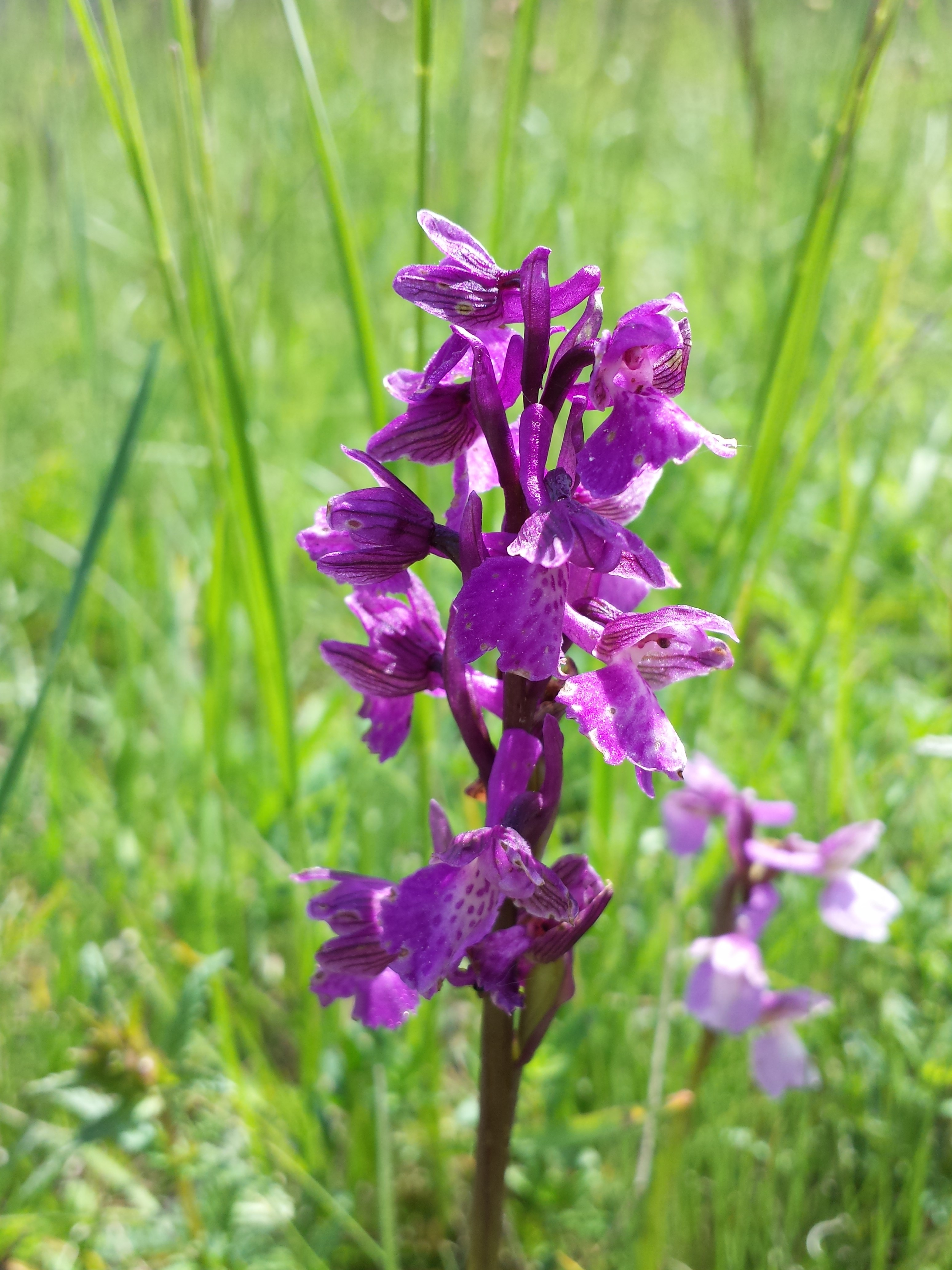
Zagrożony wyginięciem podgatunek storczyka samczego
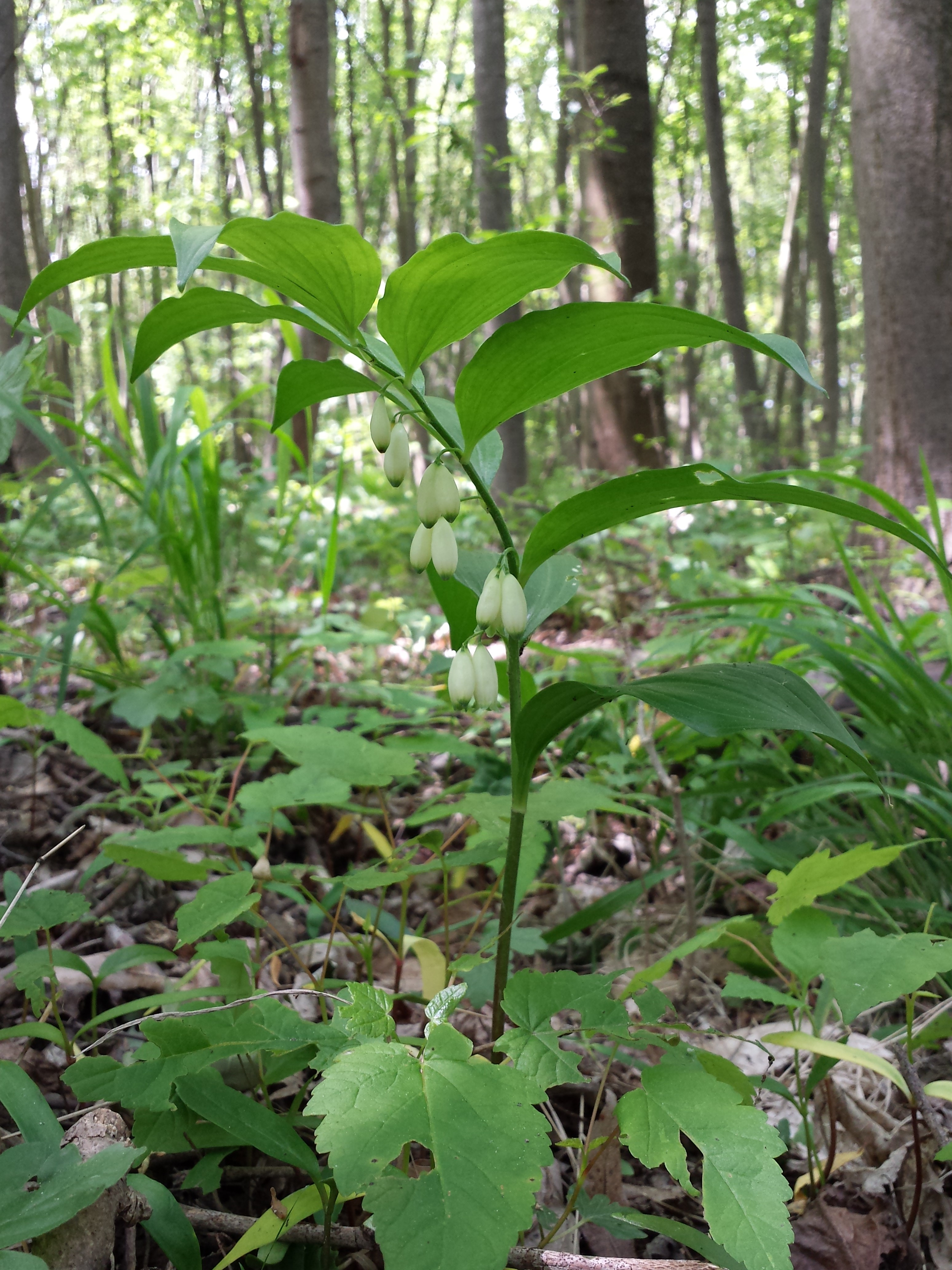
Kokoryczka szerokolistna
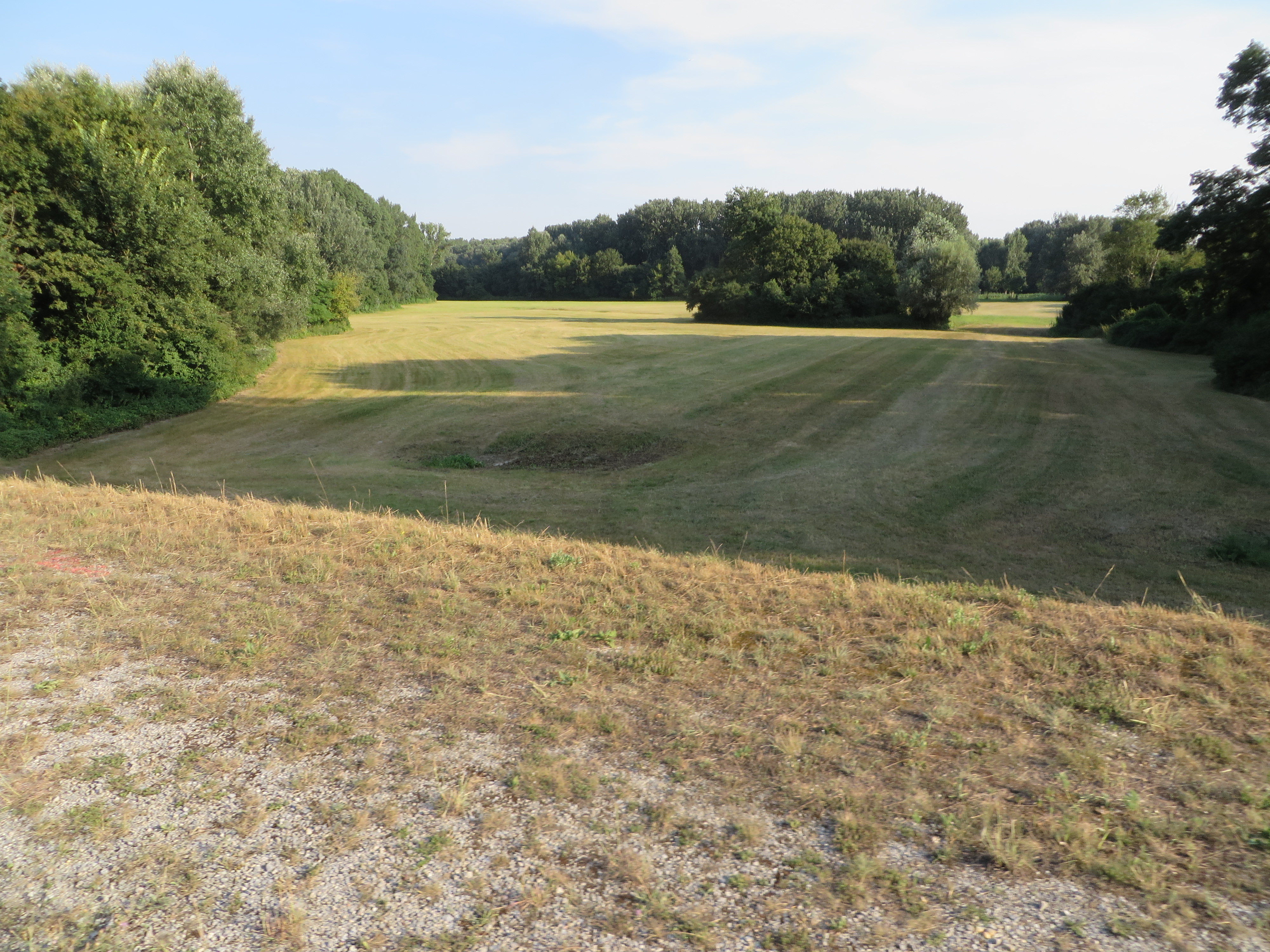
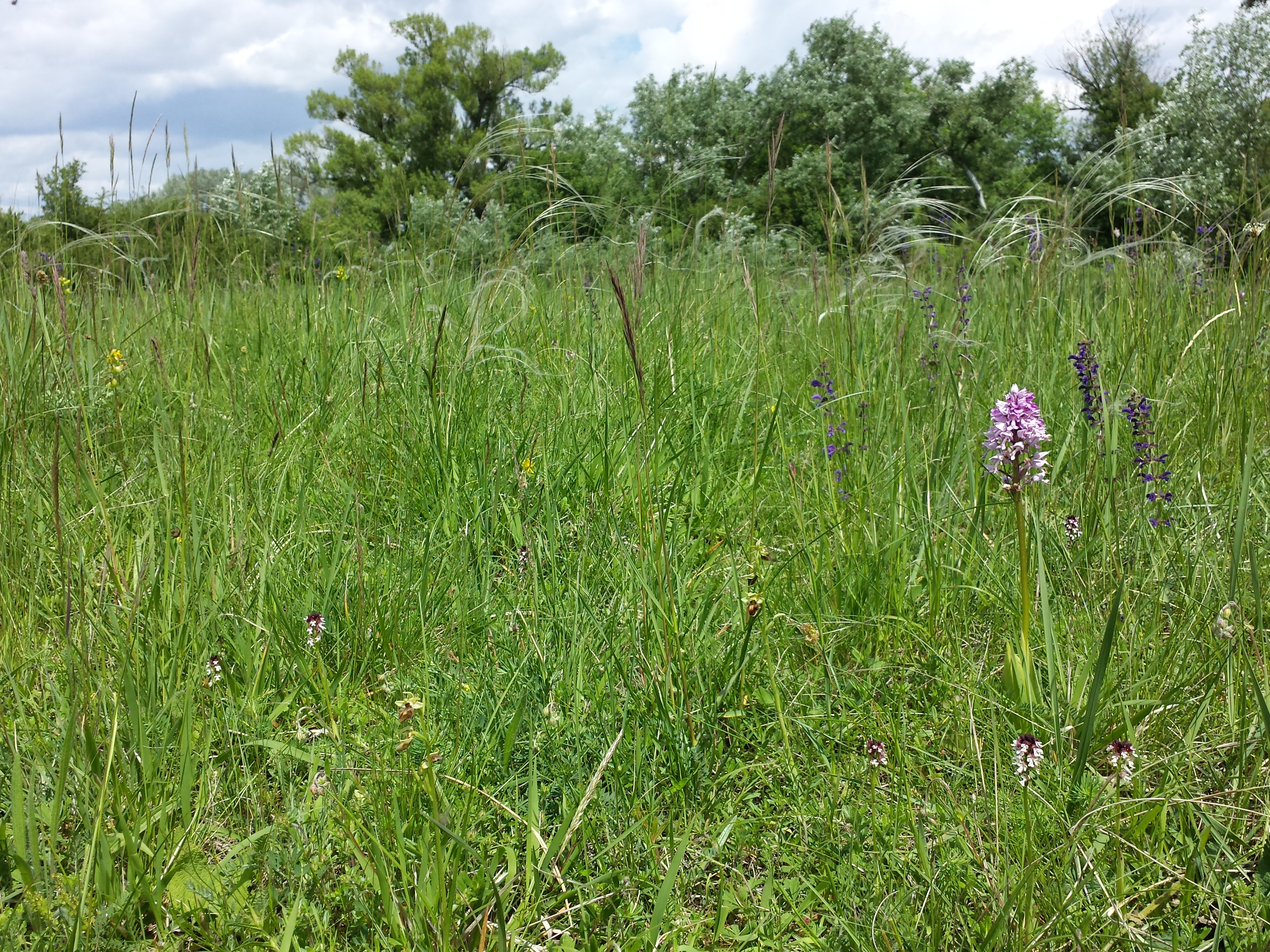